# Ewige deutsche Bestenliste im Marathonlauf der Frauen
Die Ewige deutsche Bestenliste im Marathonlauf der Frauen ist eine Rangliste des Deutschen Leichtathletik-Verbandes und listet die 30 schnellsten deutschen Marathonläuferinnen, die bislang an einem von ihm anerkannten Marathonlauf teilgenommen haben.
Die Liste wird bereits seit dem 25. September 2008 von Irina Mikitenko angeführt, als sie im Ziel des Berlin-Marathons mit 2:19:19 h als erste deutsche Läuferin überhaupt die Schwelle von 2:20 Stunden unterbot. Sie löste damit nach über 14 Jahren Uta Pippig ab, die die 42,195 km lange Marathonstrecke am 18. April 1994 beim Boston-Marathon in der Zeit von 2:21:45 h beendet hatte.
| Zeit (h) | Name                    | Datum      | Veranstaltung                  |
| -------- | ----------------------- | ---------- | ------------------------------ |
| 2:19:19  | Irina Mikitenko         | 23.09.2008 | Berlin-Marathon 2008           |
| 2:21:47  | Melat Yisak Kejeta      | 07.01.2024 | Dubai-Marathon                 |
| 2:23:47  | Domenika Mayer          | 24.09.2023 | Berlin-Marathon 2023           |
| 2:24:32  | Laura Hottenrott        | 03.12.2023 | Valencia-Marathon              |
| 2:24:35  | Katrin Dörre-Heinig     | 25.04.1999 | Hamburg-Marathon               |
| 2:24:54  | Deborah Schöneborn      | 14.01.2024 | Houston-Marathon               |
| 2:24:56  | Katharina Steinruck     | 28.01.2024 | Osaka Women’s Marathon         |
| 2:25:37  | Uta Pippig              | 24.09.1995 | Berlin-Marathon 1995           |
| 2:25:42  | Fate Tola               | 30.10.2016 | Frankfurt-Marathon             |
| 2:25:48  | Fabienne Königstein     | 23.04.2023 | Hamburg-Marathon               |
| 2:26:01  | Luminita Zaituc         | 28.10.2001 | Frankfurt-Marathon             |
| 2:26:13  | Sonja Oberem            | 22.04.2001 | Hamburg-Marathon               |
| 2:26:21  | Sabrina Mockenhaupt     | 26.09.2010 | Berlin-Marathon 2010           |
| 2:26:44  | Anna Hahner             | 28.09.2014 | Berlin-Marathon 2014           |
| 2:26:50  | Miriam Dattke           | 20.02.2022 | Sevilla-Marathon               |
| 2:27:03  | Rabea Schöneborn        | 18.04.2021 | Enschede-Marathon              |
| 2:27:29  | Kristina Hendel         | 24.04.2022 | Hamburg-Marathon               |
| 2:27:50  | Anja Scherl             | 17.04.2016 | Hamburg-Marathon               |
| 2:27:55  | Claudia Dreher          | 16.05.1999 | Hannover-Marathon              |
| 2:27:58  | Melanie Kraus           | 10.09.2000 | Berlin-Marathon 2000           |
| 2:28:02  | Birgit Jerschabek       | 26.11.1995 | Lissabon-Marathon              |
| 2:28:17  | Claudia Lokar           | 29.09.1996 | Berlin-Marathon 1996           |
| 2:28:27  | Kathrin Wessel          | 30.09.2001 | Berlin-Marathon 2001           |
| 2:28:32  | Charlotte Teske         | 15.03.1983 | Frankfurt-Marathon             |
| 2:28:39  | Lisa Hahner             | 25.10.2015 | Frankfurt-Marathon             |
| 2:28:49  | Susanne Hahn            | 30.10.2011 | Frankfurt-Marathon             |
| 2:29:05  | Iris Biba               | 29.09.1996 | Berlin-Marathon 1996           |
| 2:29:19  | Birgit Stephan-Weinhold | 06.03.1988 | Nagoya-Marathon                |
| 2:29:40  | Kerstin Pressler        | 01.03.1992 | Los-Angeles-Marathon           |
| 2:30:01  | Ulrike Maisch           | 12.08.2006 | Europameisterschaften Göteborg |

(Stand: 28. Januar 2024)
irreguläre Streckenführung:
| Zeit (h) | Name       | Datum      | Veranstaltung        |
| -------- | ---------- | ---------- | -------------------- |
| 2:21:45  | Uta Pippig | 18.04.1994 | Boston-Marathon 1994 |